# Géographie de Relizane
 (août 2025).
La Géographie de Relizane se caractérise par ses terres plates et ses faibles altitudes. Elle est également traversée par la vallée de la Mina, qui irrigue ses terres agricoles.

## Géologie
Les terres de la municipalité se distinguent par leur époque pliocène, et le limon forme une partie au sud de la municipalité, et le terrain repose sur des rochers. marnes du Néogène .

## Relief
Le terrain de la commune se compose de différentes formes dont les plus importantes sont : 

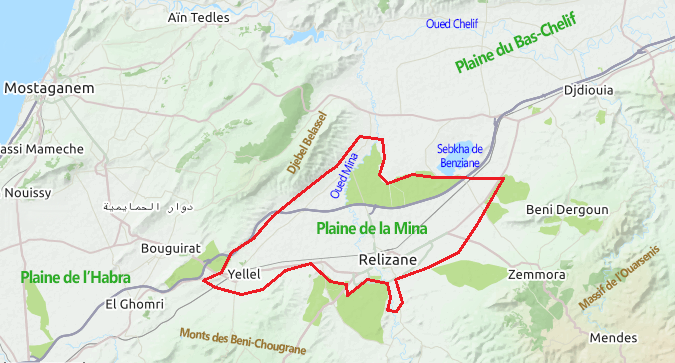
Plaine de la Mina

### Les piémonts
Les contreforts représentent environ 4,5% de la superficie de la commune et constituent une zone de transition entre la plaine et la région montagneuse des Ouencheris.

### Les plaines
La commune est située dans la plaine de la Mina, une plaine de moyenne altitude avec des pentes modérées.où l'on pratique l'agriculture irriguée.Cependant, le sol est sablonneux et salin en raison du manque de drainage efficace.

### L’ensemble montagneux
La zone montagneuse constitue environ 2% de la superficie de la municipalité et se situe à l'extrême sud-est, avec des altitudes comprises entre 150 et 400 m.

## Topographie
La topographie de la commune se caractérise par de légères différences, puisque sa hauteur au-dessus du niveau de la mer est de 70 m. Ce qui est remarquable dans la zone, c'est qu'elle est divisée en 3 niveaux  :
1. La zone dans un rayon de 3 kilomètres de Relizane est couverte de terres cultivées (47%), de surfaces artificielles (31%) et de végétation clairsemée (11%)
2. La zone dans un rayon de 16 kilomètres de terres cultivées (53%) et de végétation clairsemée (31%),
3. La zone dans un de 80 kilomètres de terres cultivées (47%) et de végétation clairsemée (17%).

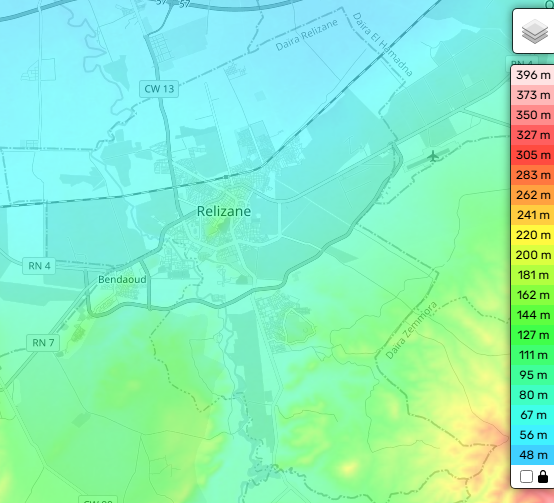
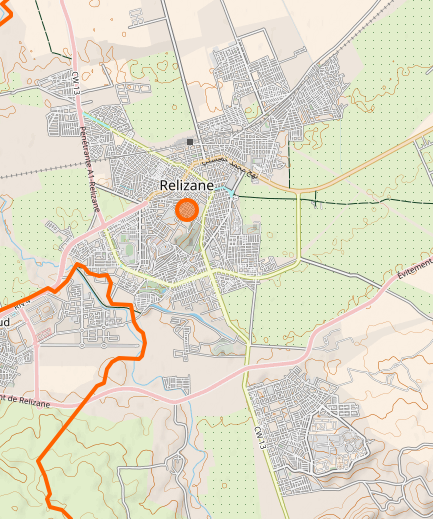

## Hydrographie
La commune de Relizane est située au sein du domaine hydraulique Region Hydrolique Chéllif Zaherz (RHCZ).Il est également situé dans le bassin de Mina et est traversé par la oued  Mina , qui se divise en deux branches , oued khouerara et oued mellah .
Le barrage de Sidi M'hamed Ben Aouda , construit sur les rives de l'oued Mina, représente une véritable ressource en eau et est destiné à la consommation domestique et à l'irrigation des zones agricoles.

## Risques naturels

### Crue
Bien que la ville soit située près de la vallée, une inondation grave est peu probable, mais son intensité serait faible et pourrait entraîner des pertes matérielles de 10 % .

### Séismes
| Date | Date         | L'heure | intensité | Distance de l'épicentre                        |
| ---- | ------------ | ------- | --------- | ---------------------------------------------- |
| 1954 | 9 septembre  | 02: 04  | 6.6       | 8.9 km au nord-ouest de El Attaf, Aïn Defla    |
| 1954 | 9 septembre  | 03 :49  | 6.7       | 24 km au sud-est de Chlef, Chlef               |
| 1954 | 9 septembre  | 03:52   | 7.0       | 24 km au sud-est de Chlef, Chlef               |
| 1954 | 10 septembre | 06:44   | 6.1       | 5.5 km à l'ouest de Sidi Akkacha, Chlef        |
| 1980 | 10 octobre   | 13:25   | 7.3       | 3.7 km au nord-est de Chlef, Chlef,            |
| 1980 | 10 octobre   | 16:39   | 6.2       | Chlef, 5.5 km à l'ouest de El Attaf, Aïn Defla |
| 2015 | 01 février   | 01:28   | 4.2       |                                                |
| 2015 | 17 mars      | 15.57   | 4.2       | 34 km au nord-est de Mostaganem                |
| 2015 | 11 juillet   | 04:10   | 4.2       |                                                |
| 2017 | 16 octobre   | 02:09   | 4.1       | 43 km au sud-est de Chlef, Chlef               |
| 2018 | 23 avril     | 16:48   | 4.7       | 10 km NNW of Mostaganem                        |
| 2021 | 31 juillet   | 03:01   | 4.5       |                                                |
| 2024 | 06 janvier   | 10:34   | 4.3       | NW MASCARA                                     |
| 2024 | 06 janvier   | 10:38   | 4.3       | NW MASCARA                                     |
| 2024 | 14 février   | 14:33   | 4.6       |                                                |
| 2024 | 16 décembre  | 01:09   | 5.0       | 17 km à l'est de Sidi Akkacha, Chlef           |

## Climat
Les montagnes qui entourent Relizane forment une barrière naturelle contre les influences marines, ce qui confère à la ville un climat semi-aride, avec des précipitations abondantes en hiver. Quant à la température, elle est très variable, oscillant entre 5 et 45 °C .
| Mois                              | jan. | fév. | mars | avril | mai  | juin | jui. | août | sep. | oct. | nov. | déc. |
| --------------------------------- | ---- | ---- | ---- | ----- | ---- | ---- | ---- | ---- | ---- | ---- | ---- | ---- |
| Température minimale moyenne (°C) | 5    | 5,5  | 7,9  | 10,3  | 13,7 | 17,8 | 20,9 | 21,4 | 18,3 | 14,6 | 9,4  | 6,5  |
| Température moyenne (°C)          | 9,7  | 10,6 | 13,6 | 16,6  | 20,5 | 25,5 | 28,7 | 28,7 | 24,6 | 20,5 | 14,1 | 10,9 |
| Température maximale moyenne (°C) | 15,4 | 16,4 | 19,8 | 23,2  | 27,4 | 33   | 36,7 | 36,5 | 31,5 | 27,1 | 19,6 | 16,4 |
| Ensoleillement (h)                | 6,8  | 7,5  | 8,5  | 9,6   | 11   | 12,2 | 12,3 | 11,4 | 10,1 | 8,9  | 7,1  | 6,6  |
| Précipitations (mm)               | 52   | 48   | 47   | 43    | 30   | 7    | 2    | 6    | 20   | 35   | 61   | 45   |
| Humidité relative (%)             | 75   | 72   | 67   | 60    | 55   | 46   | 43   | 45   | 55   | 61   | 70   | 75   |

| Diagramme climatique                                  |           |           |            |            |         |           |           |            |            |           |           |
| J                                                     | F         | M         | A          | M          | J       | J         | A         | S          | O          | N         | D         |
| 15,4552                                               | 16,45,548 | 19,87,947 | 23,210,343 | 27,413,730 | 3317,87 | 36,720,92 | 36,521,46 | 31,518,320 | 27,114,635 | 19,69,461 | 16,46,545 |
| Moyennes : • Temp. maxi et mini °C • Précipitation mm |           |           |            |            |         |           |           |            |            |           |           |

## Géographie humaine

### Géographie de la population
|                       | Collecté de Relizane | Population |
| --------------------- | -------------------- | ---------- |
|                       | Relizane - ville     | 190000     |
| Collecté de Bendaoued | 20500                |            |
| Total                 | 210500               |            |

### Géographie économique
Il est à noter que les secteurs économiques de la municipalité comprennent l'agriculture, l'industrie et les services, et qu'ils sont répartis dans des zones spécifiques.
1. Services : La plupart des activités de services sont concentrées au centre-ville, grâce à sa facilité d'accès. On y trouve des établissements bancaires, d'assurances[8] et de télécommunications, qui accueillent de nombreux opérateurs économiques et une clientèle variée.
2. Commerce : La ville possède des marchés commerciaux dédiés aux légumes, aux fruits et aux vêtements, principalement concentrés dans le quartier d'Al-guaraba. Le marché aux bestiaux a lieu le jeudi[9] dans Barmadia. Les commerces proposent une variété d'activités et sont répartis dans toute la ville.
3. L'industrie : La zone industrielle[10] de la ville abrite une entreprise textile la bonneterie de l'Oued-Mina Relizane , fondée à l'époque coloniale[11] et toujours en activité, elle est spécialisée dans la fabrication de sous-vêtements. À proximité se trouve l'entreprise DECOPA, spécialisée dans les produits alimentaires. Au nord de la ville se trouvent des moulins à blé et Office National des Grains Secs[12].
4. Agronomie : Les terres agricoles sont situées au nord-est et au nord-ouest de la ville, et leur production agricole varie des arbres fruitiers aux légumes, et le système d'irrigation les aide à pousser[13].
5. Energie : En ce qui concerne l’énergie dans la ville, elle dispose d’un réseau électrique et d’un réseau de gaz[14].
  1. Le réseau électrique : Une centrale électrique se trouve dans le quartier de Chemiric, au nord de la ville. Elle est alimentée par les centrales d'Arzew et de Sougueur. Elle couvre l'ensemble des besoins énergétiques de la ville.
  2. Le réseau gaz : La station Barmadia réduit de 4 bars la pression du gaz fourni à la ville.